# João Mohana
João Miguel Mohana (Bacabal, 15 de junho de 1925 — São Luís, 12 de agosto de 1995) foi um padre, médico e escritor brasileiro.
João Mohana era fiho de imigrantes libaneses, Miguel e Anice Mohana. Passou toda a infância e adolescência nas cidades de Coroatá, Bacabal e Viana, até que decidiu mudar-se para São Luís a fim de iniciar seus estudos secundários. No final da década de 1940, por pressão dos pais, foi estudar Medicina na Universidade Federal da Bahia. Formou-se em 1949, especializou-se em pediatria e passou a clinicar em hospitais da cidade de São Luís.
Paralelamente à carreira médica, engajou-se no cenário cultural da capital maranhense, destacando-se como presidente da Ação Católica. Nessa função, incentivou novos talentos nas áreas de teatro, cinema, música e literatura, promovendo linguagens artísticas inovadoras. Seu trabalho foi fundamental no surgimento de artistas que mais tarde ganhariam destaque no cenário cultural brasileiro.
Em 1952 lançou seu primeiro livro, o romance O outro caminho, que lhe rendeu o prêmio Coelho Neto, concedido pela Academia Brasileira de Letras. Embora tenha sido pressionado a cursar medicina, sua grande vocação era o sacerdócio. Após a morte de seu pai, em 1955, entrou para o Seminário de Viamão, no Rio Grande do Sul, sendo ordenado padre em 1960. Dez anos mais tarde, em 1970, foi eleito membro da Academia Maranhense de Letras, ocupando a cadeira n° 3.
Foi autor de mais de quarenta obras sobre religião, psicologia, sexualidade, cultura e espiritualidade. Sua obra A vida sexual dos solteiros e casados (1969) estabeleceu uma ponte entre sua produção literária e seus ensaios de cunho psicanalítico e religioso.  Em Sofrer e amar: psicologia e teologia do sofrimento (1973), abordou o sofrimento humano sob a perspectiva espiritual. 
Sua abordagem psicológica, embora não fosse psicólogo de formação, ficou marcada por uma concepção que denominava de "Psicologia da salvação", centrada na realização ontológica do ser humano e na busca por sentido. Essa visão foi aprofundada em Plenitude humana (1983), em que defende a realização pessoal como meio para alcançar equilíbrio e paz interior. Em 1985, publicou "Diga não ao imperialismo cultural", no contexto do Ano Internacional da Juventude,  propondo uma leitura crítica das ideologias presentes na religião, na política e na cultura brasileira,  com foco na autonomia dos jovens.
O padre João Mohana escreveu dezenas de livros, romances e peças teatrais, editados por editoras como Loyola, Agir e Paulinas, com trabalhos publicados em inglês e espanhol.
Foi reconhecido como conferencista em todo o país, destacando-se pelo esforço de integrar fé, ciência e cultura. Faleceu em São Luís (MA), em 1995.

## Livros
Oração
- A Oração de Cada Idade
- Descubra o Valor do Terço
- Ore com os Grandes Orantes
- Paz pela Oração

Psicologia
- Auto-Análise para o Êxito Profissional
- Padres e Bispos: Auto-Analisados

Sexualidade
- A Vida Sexual dos Solteiros e Casados
- Ajustamento Conjugal
- Casar para Crescer
- Namoro é Isto
- Não Basta Amar para Ser Feliz no Casamento
- Vida Afetiva dos que não Se Casam

Teatro
- Casulo de Pedra: Teatro
- Inês e Pedro: Teatro

Não classificados [aqui]
- Abraão e Sara
- Como Ser um Bom Pregador
- Escolhidos de Deus
- Espírito Santo de Todos
- Espiritualidade e Teologia da Libertação
- Jesus Cristo Rádiografado
- O Coração do Homem e o Coração de Cristo
- O Cristão Desafiado
- O Mundo e Eu
- O Outro Caminho
- Plenitude Humana
- Prepare Seus Filhos para o Futuro
- Sofrer e Amar: Psicologia e Teologia do Sofrimento
- Maria da Tempestade